# NaturVision

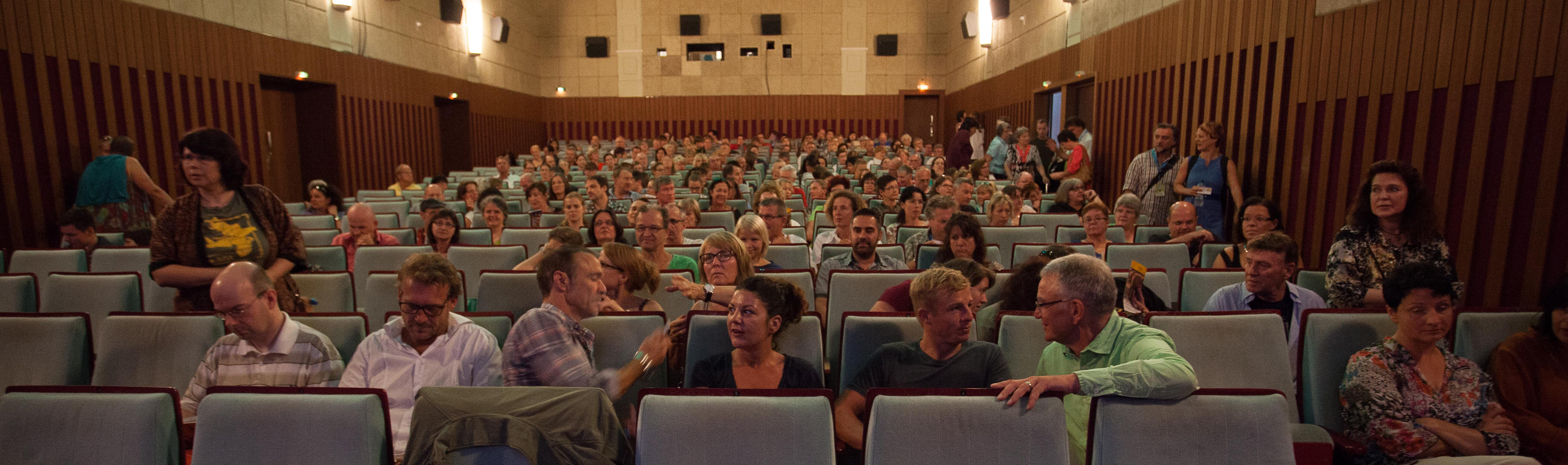
Le public pendant le festival du film NaturVision 2014 à Ludwigsburg

NaturVision est le festival du film de l’environnement le plus ancien d’Allemagne. Le festival a été créé en 2002 à Neuschönau dans la forêt bavaroise et a lieu à Ludwigsburg au Bade-Wurtemberg depuis 2012. Le festival se déroule au Central-Theater à Ludwigsburg. Depuis 2014, le public peut bénéficier gratuitement d’un cinéma en plein air pendant les journées du festival. Un marché avec des stands d’information et des produits régionaux et durables, ainsi qu’une soirée de slam scientifique font aussi partie du programme du festival.

## Le Festival

### Le concours des films
Le concours de film international représente la pièce maitresse du festival. À côté des films sur la nature et les animaux, le festival met l’accent sur le sujet de l’environnement et de la durabilité. Les différents prix cinématographiques, comme celui du « prix cinématographique allemand des films sur l’environnement et sur la durabilité », celui du « prix cinématographique allemand des films sur la faune et flore » ou celui du « prix cinématographique allemand sur la biodiversité », sont remis aux gagnants par NaturVision. Dramaturgie, caméra, musique, films pour enfants et prix décerné par le public sont également des catégories différentes qui font partie du concours et de la remise des prix.

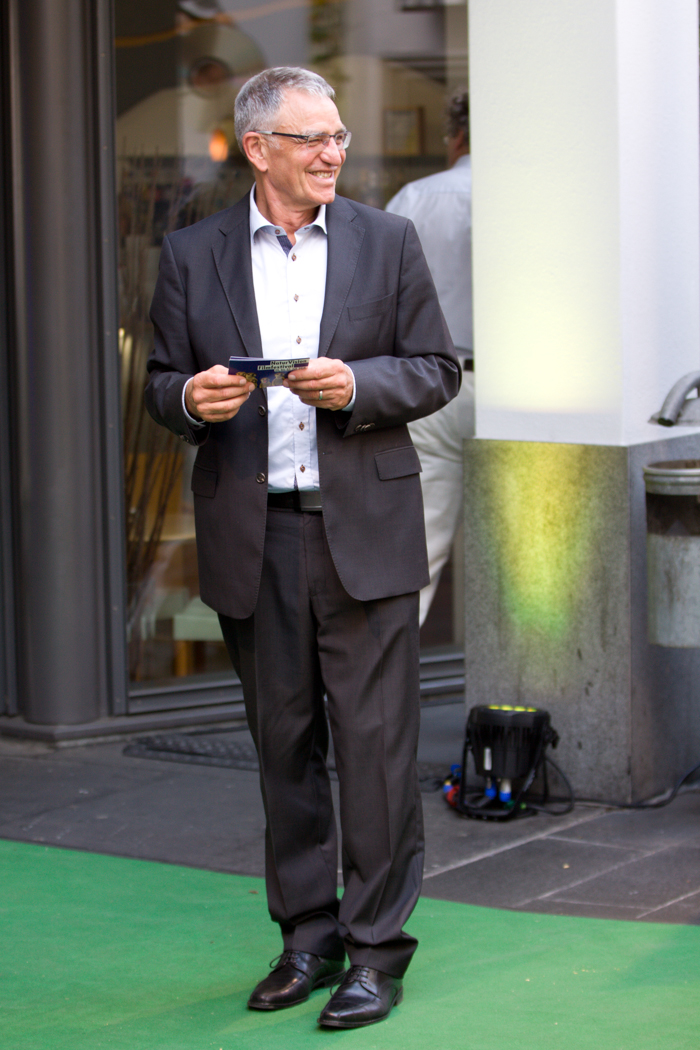
Le directeur du festival Ralph Thoms sur le tapis vert.

### Le dossier spécial
Chaque année le festival présente un dossier spécial, avec des films, des conférences et des événements spéciaux. Ces dernières années, des sujets comme « le sol et l’eau » ou « les énergies renouvelables » ont été exposés. Pour trouver des solutions pour les problématiques globales, le dossier spécial « Les îles du futur » est présenté depuis 2015 comme série pendant plusieurs années.   

### L’éducation environnementale
L’éducation environnementale est un autre domaine d’activité du festival du film NaturVision. Au préalable du festival, un programme scolaire auquel des experts et des cinéastes sont invités, est organisé dans plusieurs villes du Bade-Wurtemberg. Dans l’atelier sur les médias « film et conversation », des experts montrent aux élèves des films aux sujets de la durabilité. Dans le cadre des ateliers pour les professeurs, les bases du travail de l’emploi des médias par la jeunesse sont enseignées. Pendant le festival, en plus du programme scolaire et de la garde d’enfants, un programme de films pour les enfants est offert. Un jury-jeunes choisit son favori et présente le choix pendant le gala de la remise des prix. S’engageant au niveau politico-culturel, NaturVision qui veut participer à l’éducation à l’environnement, fait partie des membres de la fondation de l’association du festival du film bavarois depuis 2014.

### La réunion des différents secteurs cinématographiques et les événements Best-of
Par ailleurs, le festival est l’occasion de réunir les différents secteurs cinématographiques. Il offre des ateliers et la possibilité de se rencontrer entre cinéastes, représentants des médias et autres créateurs culturels. Producteurs et cinéastes ont la possibilité d’échanger et de rencontrer leur public. La requête de NaturVision est de soutenir et d’encourager le genre encore peu développé des films sur la nature et l’environnement. Pour cela des événements Best-of sont organisés surtout en Suisse. 

### Concours photo Richesses de la nature européenne
En coopération avec Euronatur (de), la revue Natur (de) et Gelsenwasser, NaturVision annonce le concours photo « Richesses de la nature européenne ». Les résultats du concours sont rassemblés chaque année dans l’exposition « Fascination nature », laquelle est présentée dans plusieurs lieux.